# Misha Kahn

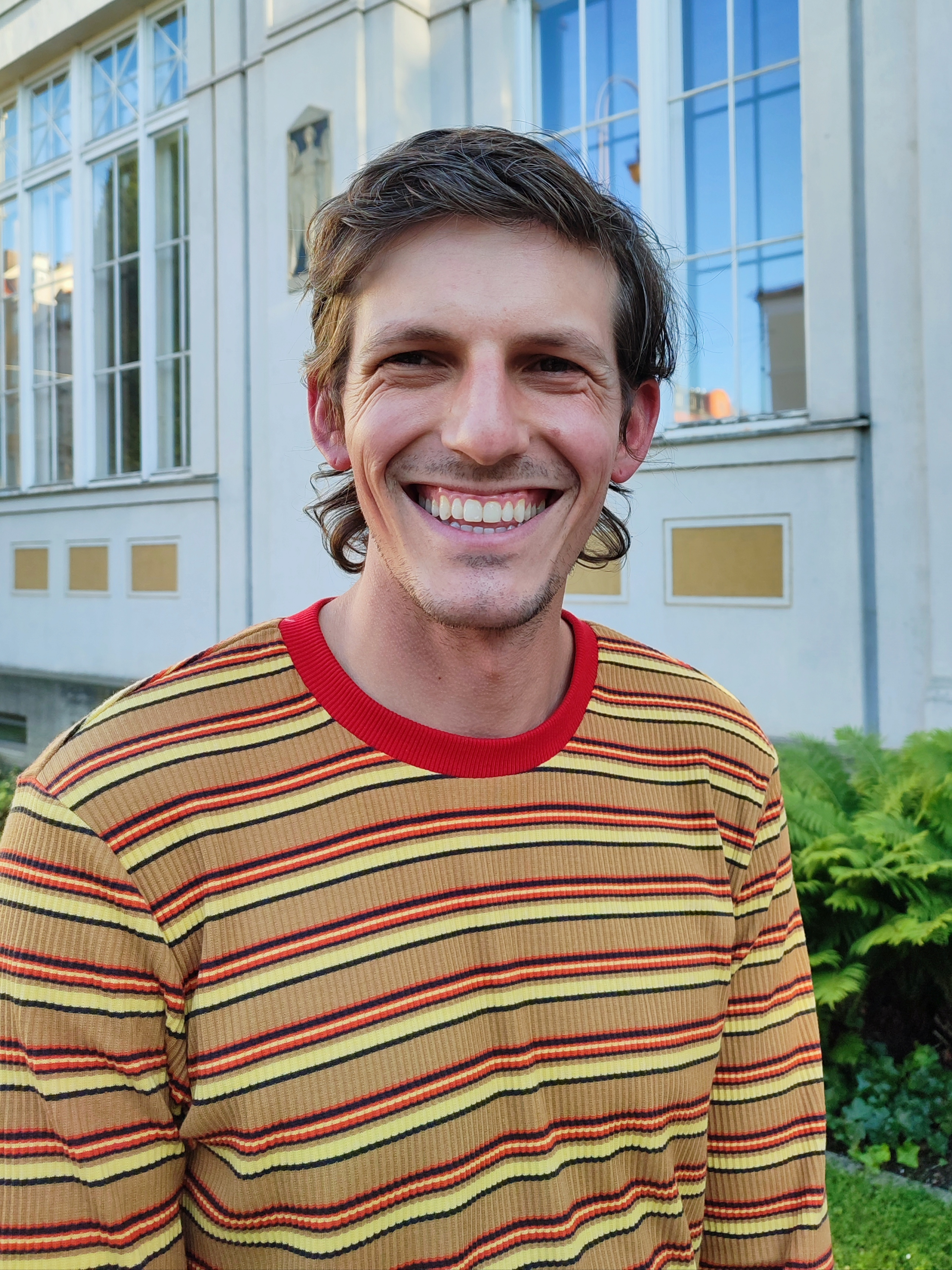
Misha Kahn vor der Villa Stuck

Misha Kahn (geboren 1989 in Duluth, Minnesota) ist ein US-amerikanischer Designer und Künstler, dessen Kunststil als „zerzauster, spontaner Maximalismus“ beschrieben wird. Seine Skulpturen formt er aus Materialien wie Müll, Glas, Keramik oder Bronze.

## Leben und Werk
Misha Kahn wurde 1989 in Duluth, Minnesota geboren. Heute lebt er zusammen mit seinem Partner in Brooklyn. Er studierte an der Rhode Island School of Design und schloss 2011 mit einem Bachelor of Fine Arts einen Studiengang in Möbeldesign ab. Bereits 2008 wurden einige seiner Arbeiten für die 20under20 Ausstellung im Walker Art Center in Minneapolis ausgestellt. Im Anschluss an sein Studium arbeitete Kahn im Rahmen eines Fulbright-Stipendiums an der Bezalel Academy of Art and Design in Tel Aviv. 2013 war er im Rahmen eines Stipendiums beim Creative Glass Center of America tätig.
Um unterschiedliche Arbeitsweisen und Materialien kennenzulernen, kooperierte Misha Kahn mit erfahrenen Künstlerinnen und Künstlern. So entstand eines seiner Werke zusammen mit Gone Rural, einer Gruppe traditioneller Weberinnen aus Eswatini. Des Weiteren arbeitete er z. B. mit dem italienischen Schmuckdesigner GianCarlo Montebello oder der Glasbildhauerin Deborah Czeresko zusammen.
Mit seiner Serie Saturday Morning nahm der Künstler 2014 an der NYC Makers Biennale des Museum of Arts and Design teil. Seine erste Einzelausstellung, Return of Saturn, hatte Kahn 2016 in der Friedman Benda Gallery. Hierfür reiste er unter anderem nach Kapstadt und Eswatini, wo einige Ausstellungsstücke hergestellt wurden. 2017 folgte eine Ausstellung in der Friedman Benda Gallery. Für Midden Heap sammelte der Künstler Müll am Strand von New York City. Zusammen mit Materialien wie Glas, Beton oder Metallen verarbeitete er den Müll zu Skulpturen, die Meeresbewohnern ähneln. Der Name der Ausstellung bezieht sich auf die Haufen, die Kraken aus Essensresten bilden, um ihre Behausungen zu verstecken. Diese werden Middens genannt.
In seiner dritten Ausstellung Soft Bodies, Hard Spaces veränderte Kahn mit Hilfe von Garnfetzen und Wollbüscheln auch die Erscheinung der Wände, so dass sie sich im Gesamtergebnis mit seinen Werken zusammenfügen.
Einige seiner Arbeiten sind in Dauerausstellungen zu finden: im Speed Museum of Art in Louisville, im Museum of Fine Arts in Houston oder im Dallas Museum of Art in Texas.
Mit Under the Wobble Moon. Objects from the Capricious Age eröffnete 2022 in der Villa Stuck in München Misha Kahns erste große Ausstellung in Europa. In einem Interview sagte Kahn, er habe Parallelen zwischen sich und Franz von Stuck entdeckt, und meinte damit, dass Stuck als Maler während der Errichtung des Hauses ebenfalls zum Architekten und Designer wurde, wohingegen Kahn, selbst Designer, inzwischen auch Maler ist. Etwa die Hälfte der gezeigten Werke entstanden eigens für diese Ausstellung.

## Galerie

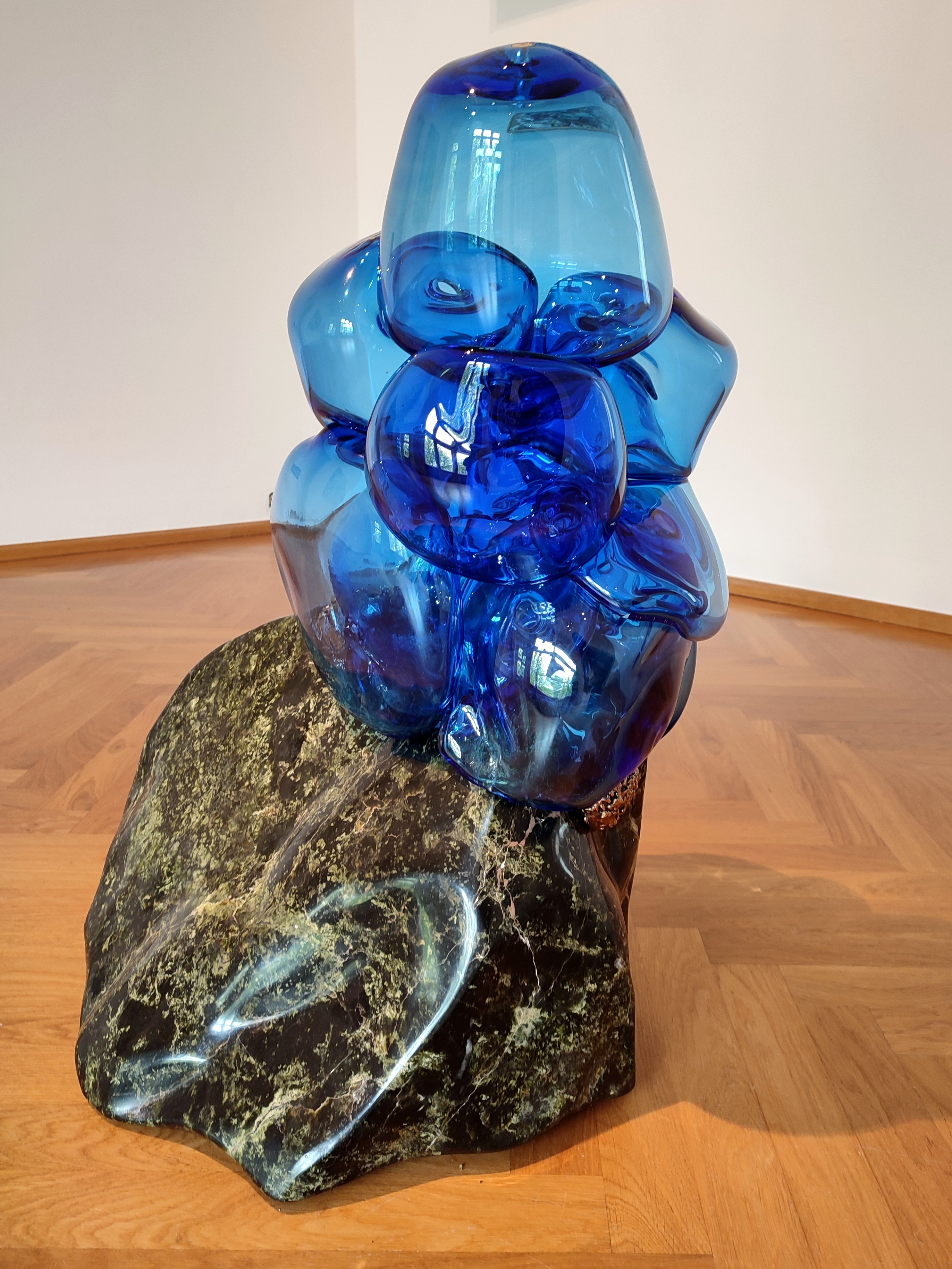
Remember Dreams in der Villa Stuck
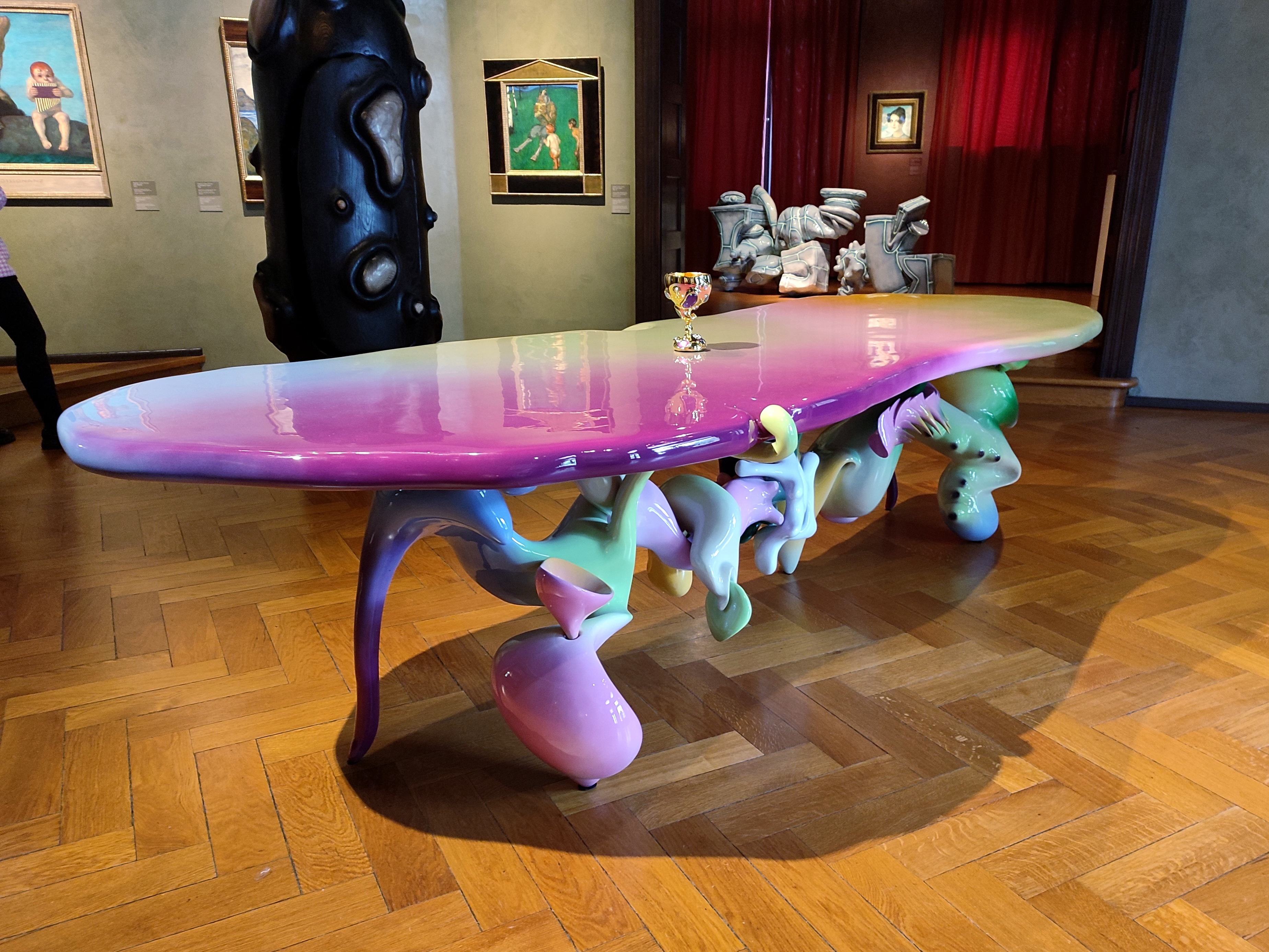
Before They´re gone in der Villa Stuck
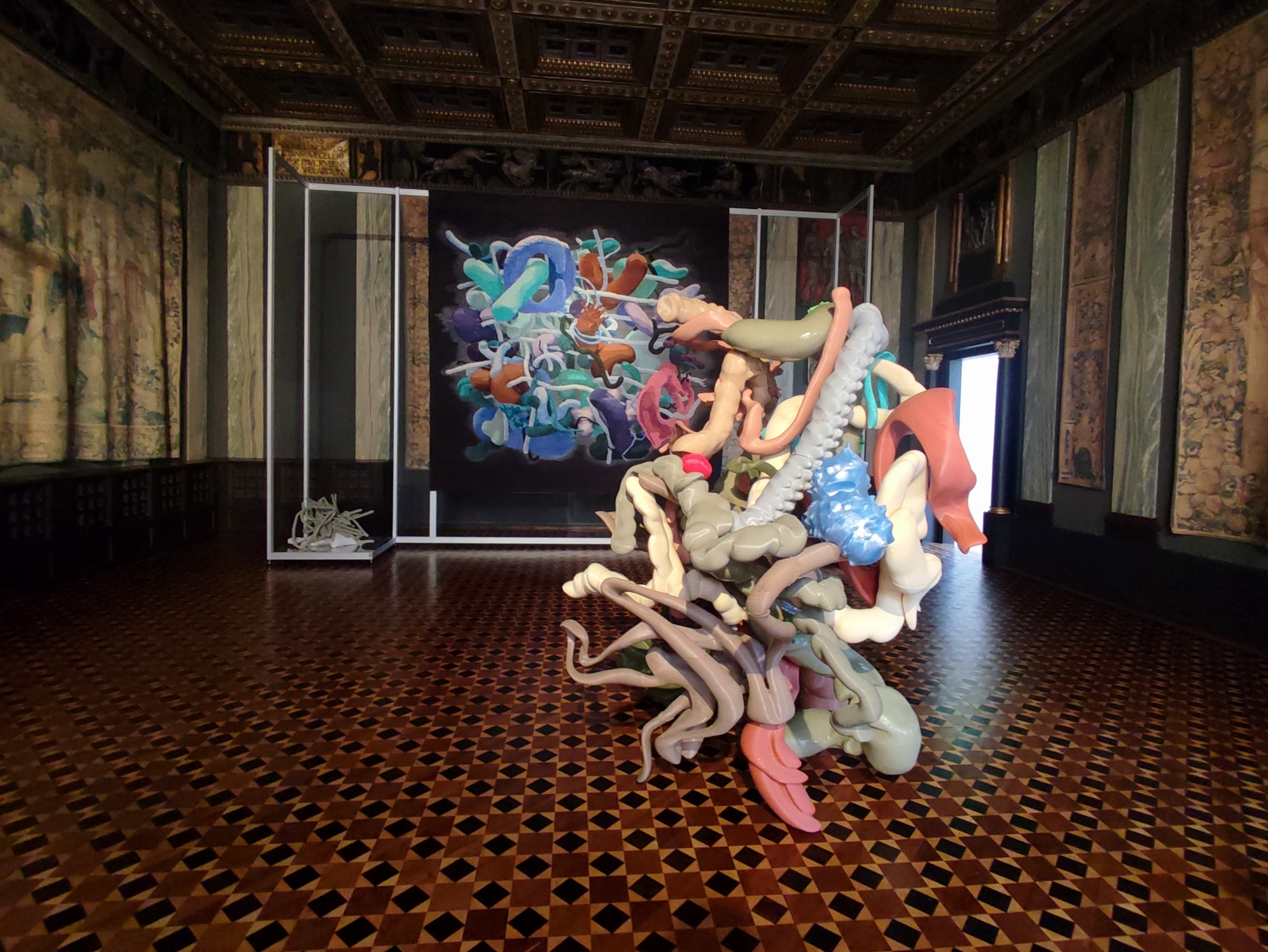
Scribble Weed and Spagetthification in der Villa Stuck
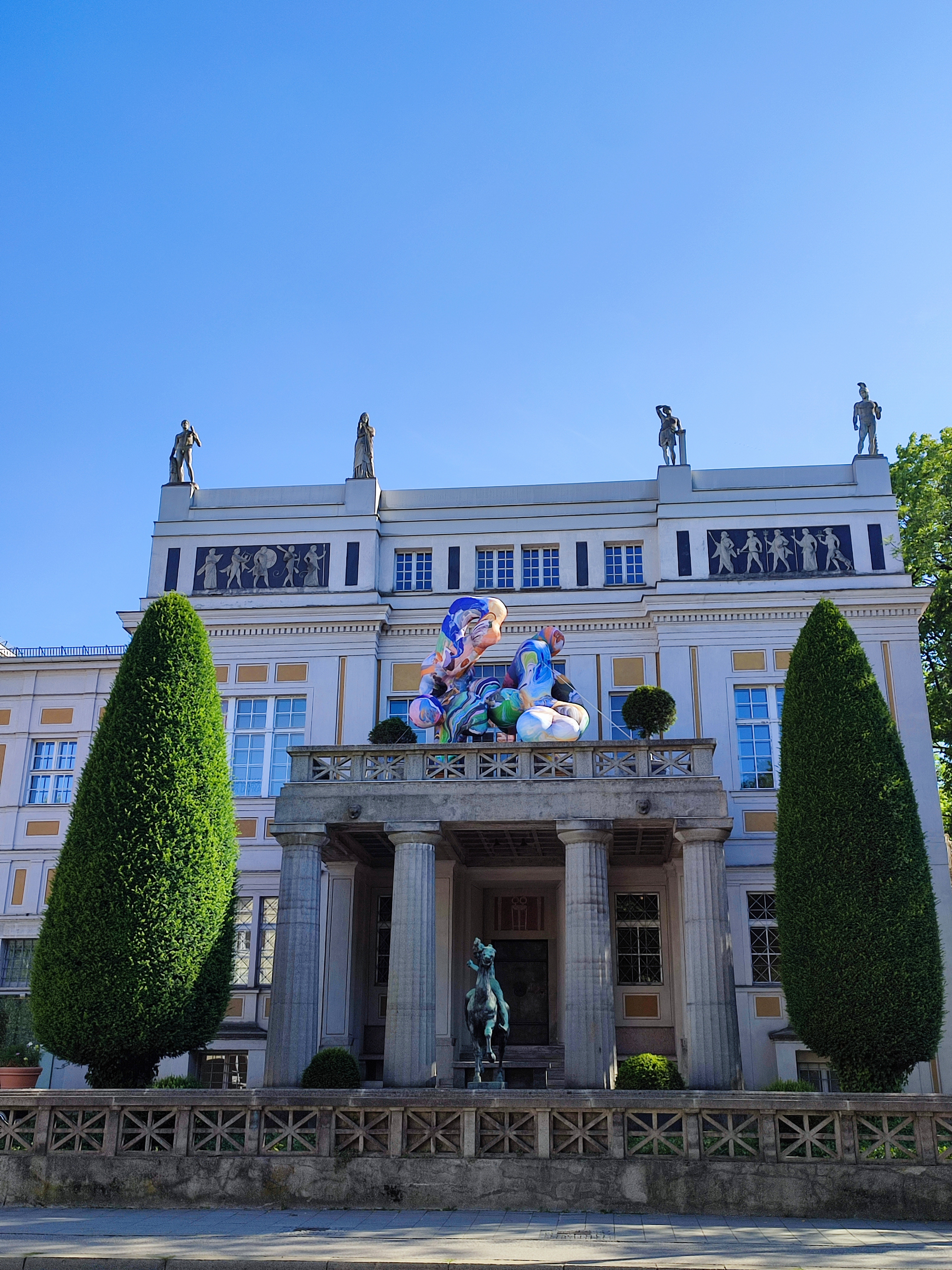
Außenansicht der Villa Stuck mit Under the Wobble Moon auf dem Balkon

## Auszeichnungen
- 2012: Fulbright-Stipendium
- 2021: Best of Show Contemporary Work 2021, Designmesse Miami[3]